# Brachiaria kurzii
Brachiaria kurzii är en gräsart som först beskrevs av Joseph Dalton Hooker, och fick sitt nu gällande namn av Aimée Antoinette Camus. Brachiaria kurzii ingår i släktet Brachiaria och familjen gräs. Inga underarter finns listade i Catalogue of Life.